# 9e étape du Tour de France 2020
Pour un article plus général, voir Tour de France 2020.
La 9e étape du Tour de France 2020 se déroule le dimanche 6 septembre 2020 entre Pau et Laruns, sur une distance de 153 kilomètres.

## Parcours
Le départ se fait à Pau avec rapidement la première difficulté du jour : la côte d’Artiguelouve (2,3 km à 4,5 %). Au km 58, la course se durcit avec le col de la Hourcère (11,1 km à 8,8 %) et le col du Soudet (3,8 km à 8,5 %). Un peu plus tard dans la course, le col d’Ichère (4,2 km à 7 %) se dresse devant les coureurs avant la dernière ascension : le col de Marie Blanque (7,7 km à 8,6 %, bonifications). S'ensuit une longue descente vers Laruns.

## Déroulement de la course
La première semaine se termine par le second opus pyrénéen. De nombreux coureurs tentent de s'échapper dans la première partie de l'étape, sans succès. Un groupe de 9 coureurs parvient à se détacher en plusieurs temps dans les premières pentes du col de la Hourcère. Présent à l'avant, Marc Hirschi part en solitaire à 7 km du sommet. Ses ex-compagnons d'échappée sont repris au pied du col d'Ichère. Tadej Pogačar attaque à 2,5 km du col de Marie-Blanque. Primož Roglič fait ensuite l'effort pour le rejoindre, avec dans sa roue Egan Bernal, Mikel Landa, puis Richie Porte rentre sur ce groupe à son tour. Le maillot blanc Bernal accélère un peu plus loin, sans succès. Alors que Romain Bardet est sur le point de recoller sur le groupe maillot blanc, Pogačar et Roglič se disputent la 2e place au point bonus, le second devance sur la ligne son jeune compatriote. Seuls Bernal et Landa peuvent rentrer sur le duo slovène. Bardet et Porte sont eux repris par Nairo Quintana, Guillaume Martin, Bauke Mollema et Rigoberto Urán. Hirschi est repris par le groupe maillot blanc à 1,6 km de l'arrivée. Pogačar s'impose finalement au sprint devant Roglič et Hirschi, logiquement sacré combatif du jour. Le groupe Quintana, réglé par Mollema, concède 11 secondes.
Le champion de Slovénie Roglič s'empare de la tête du classement général, avec 21 secondes d'avance sur Bernal, 28 sur Martin, 30 sur Bardet, 32 sur Quintana et Urán, et 44 sur Pogačar. Adam Yates perd son maillot jaune et se retrouve rétrogradé à la 8e place du classement général, avec 1 minute 02 secondes de retard sur le nouveau maillot jaune. López et Landa complètent le Top 10, respectivement à 1 minute 15 et 1 minute 42.

## Anecdote
Tadej Pogacar est le plus jeune coureur du XXIe siècle à remporter une étape à 21 ans 11 mois et 16 jours. Le précédent record était détenu par Thibaut Pinot vainqueur à Porrentruy à 22 ans 1 mois et 9 jours en 2012, le troisième plus jeune étant Peter Sagan, vainqueur à Seraing à 22 ans 5 mois et 5 jours cette même année. Si Marc Hirshi, 3e de l'étape, l'avait emporté il serait devenu le plus jeune vainqueur d'étape à 22 ans et 13 jours.

## Résultats

### Classement de l'étape
| Classement de la 9e étape | Classement de la 9e étape | Classement de la 9e étape | Classement de la 9e étape | Classement de la 9e étape |
|                           | Coureur                   | Pays                      | Équipe                    | Temps                     |
| ------------------------- | ------------------------- | ------------------------- | ------------------------- | ------------------------- |
| 1er                       | Tadej Pogačar             | Slovénie                  | UAE Emirates              | en 3 h 55 min 17 s        |
| 2e                        | Primož Roglič             | Slovénie                  | Jumbo-Visma               | + 0 s                     |
| 3e                        | Marc Hirschi              | Suisse                    | Sunweb                    | + 0 s                     |
| 4e                        | Egan Bernal               | Colombie                  | Ineos Grenadiers          | + 0 s                     |
| 5e                        | Mikel Landa               | Espagne                   | Bahrain-McLaren           | + 0 s                     |
| 6e                        | Bauke Mollema             | Pays-Bas                  | Trek-Segafredo            | + 11 s                    |
| 7e                        | Guillaume Martin          | France                    | Cofidis                   | + 11 s                    |
| 8e                        | Romain Bardet             | France                    | AG2R La Mondiale          | + 11 s                    |
| 9e                        | Richie Porte              | Australie                 | Trek-Segafredo            | + 11 s                    |
| 10e                       | Rigoberto Urán            | Colombie                  | EF Pro Cycling            | + 11 s                    |
| modifier                  |                           |                           |                           |                           |

### Points attribués
| Sprint intermédiaire Arette (km 99) | Sprint intermédiaire Arette (km 99) | Sprint intermédiaire Arette (km 99) | Sprint intermédiaire Arette (km 99) | Sprint intermédiaire Arette (km 99) |
| ----------------------------------- | ----------------------------------- | ----------------------------------- | ----------------------------------- | ----------------------------------- |
|                                     | Coureur                             | Pays                                | Équipe                              | Point(s)                            |
| 1er                                 | Marc Hirschi                        | Suisse                              | Sunweb                              | 20                                  |
| 2e                                  | Omar Fraile                         | Espagne                             | Astana                              | 17                                  |
| 3e                                  | David Gaudu                         | France                              | Groupama-FDJ                        | 15                                  |
| 4e                                  | Jonathan Castroviejo                | Espagne                             | Ineos Grenadiers                    | 13                                  |
| 5e                                  | Lennard Kämna                       | Allemagne                           | Bora-Hansgrohe                      | 11                                  |
| 6e                                  | Davide Formolo                      | Italie                              | UAE Emirates                        | 10                                  |
| 7e                                  | Daniel Felipe Martínez              | Colombie                            | EF Pro Cycling                      | 9                                   |
| 8e                                  | Warren Barguil                      | France                              | Arkéa-Samsic                        | 8                                   |
| 9e                                  | Matteo Trentin                      | Italie                              | CCC                                 | 7                                   |
| 10e                                 | Felix Großschartner                 | Autriche                            | Bora-Hansgrohe                      | 6                                   |
| 11e                                 | Wout van Aert                       | Belgique                            | Jumbo-Visma                         | 5                                   |
| 12e                                 | Robert Gesink                       | Pays-Bas                            | Jumbo-Visma                         | 4                                   |
| 13e                                 | Tom Dumoulin                        | Pays-Bas                            | Jumbo-Visma                         | 3                                   |
| 14e                                 | Sepp Kuss                           | États-Unis                          | Jumbo-Visma                         | 2                                   |
| 15e                                 | Michael Schär                       | Suisse                              | CCC                                 | 1                                   |
| modifier                            |                                     |                                     |                                     |                                     |

| Arrivée d'étape Laruns (km 153) | Arrivée d'étape Laruns (km 153) | Arrivée d'étape Laruns (km 153) | Arrivée d'étape Laruns (km 153) | Arrivée d'étape Laruns (km 153) |
| ------------------------------- | ------------------------------- | ------------------------------- | ------------------------------- | ------------------------------- |
|                                 | Coureur                         | Pays                            | Équipe                          | Point(s)                        |
| 1er                             | Tadej Pogačar                   | Slovénie                        | UAE Emirates                    | 20                              |
| 2e                              | Primož Roglič                   | Slovénie                        | Jumbo-Visma                     | 17                              |
| 3e                              | Marc Hirschi                    | Suisse                          | Sunweb                          | 15                              |
| 4e                              | Egan Bernal                     | Colombie                        | Ineos Grenadiers                | 13                              |
| 5e                              | Mikel Landa                     | Espagne                         | Bahrain-McLaren                 | 11                              |
| 6e                              | Bauke Mollema                   | Pays-Bas                        | Trek-Segafredo                  | 10                              |
| 7e                              | Guillaume Martin                | France                          | Cofidis                         | 9                               |
| 8e                              | Romain Bardet                   | France                          | AG2R La Mondiale                | 8                               |
| 9e                              | Richie Porte                    | Australie                       | Trek-Segafredo                  | 7                               |
| 10e                             | Rigoberto Urán                  | Colombie                        | EF Pro Cycling                  | 6                               |
| 11e                             | Nairo Quintana                  | Colombie                        | Arkéa-Samsic                    | 5                               |
| 12e                             | Damiano Caruso                  | Italie                          | Bahrain-McLaren                 | 4                               |
| 13e                             | Alejandro Valverde              | Espagne                         | Movistar                        | 3                               |
| 14e                             | Richard Carapaz                 | Équateur                        | Ineos Grenadiers                | 2                               |
| 15e                             | Adam Yates                      | Royaume-Uni                     | Mitchelton-Scott                | 1                               |
| modifier                        |                                 |                                 |                                 |                                 |

|   | Coureur       | Pays     | Équipe       | Secondes |
| - | ------------- | -------- | ------------ | -------- |
| 1 | Marc Hirschi  | Suisse   | Sunweb       | 8 s      |
| 2 | Primož Roglič | Slovénie | Jumbo-Visma  | 5 s      |
| 3 | Tadej Pogačar | Slovénie | UAE Emirates | 2 s      |

|   | Coureur       | Pays     | Équipe       | Secondes |
| - | ------------- | -------- | ------------ | -------- |
| 1 | Tadej Pogačar | Slovénie | UAE Emirates | 10 s     |
| 2 | Primož Roglič | Slovénie | Jumbo-Visma  | 6 s      |
| 3 | Marc Hirschi  | Suisse   | Sunweb       | 4 s      |

### Cols et côtes
| Côte d'Artiguelouve (km 9,5) 4e catégorie (2,3 km à 4,5%) | Côte d'Artiguelouve (km 9,5) 4e catégorie (2,3 km à 4,5%) | Côte d'Artiguelouve (km 9,5) 4e catégorie (2,3 km à 4,5%) | Côte d'Artiguelouve (km 9,5) 4e catégorie (2,3 km à 4,5%) | Côte d'Artiguelouve (km 9,5) 4e catégorie (2,3 km à 4,5%) |
| --------------------------------------------------------- | --------------------------------------------------------- | --------------------------------------------------------- | --------------------------------------------------------- | --------------------------------------------------------- |
|                                                           | Coureur                                                   | Pays                                                      | Équipe                                                    | Point(s)                                                  |
| 1er                                                       | Benoît Cosnefroy                                          | France                                                    | AG2R La Mondiale                                          | 1                                                         |
| modifier                                                  |                                                           |                                                           |                                                           |                                                           |

| Col de la Hourcère (km 69) 1re catégorie (11,1 km à 8,8%) | Col de la Hourcère (km 69) 1re catégorie (11,1 km à 8,8%) | Col de la Hourcère (km 69) 1re catégorie (11,1 km à 8,8%) | Col de la Hourcère (km 69) 1re catégorie (11,1 km à 8,8%) | Col de la Hourcère (km 69) 1re catégorie (11,1 km à 8,8%) |
| --------------------------------------------------------- | --------------------------------------------------------- | --------------------------------------------------------- | --------------------------------------------------------- | --------------------------------------------------------- |
|                                                           | Coureur                                                   | Pays                                                      | Équipe                                                    | Point(s)                                                  |
| 1er                                                       | Marc Hirschi                                              | Suisse                                                    | Sunweb                                                    | 10                                                        |
| 2e                                                        | Omar Fraile                                               | Espagne                                                   | Astana                                                    | 8                                                         |
| 3e                                                        | David Gaudu                                               | France                                                    | Groupama-FDJ                                              | 6                                                         |
| 4e                                                        | Warren Barguil                                            | France                                                    | Arkéa-Samsic                                              | 4                                                         |
| 5e                                                        | Jonathan Castroviejo                                      | Espagne                                                   | Ineos Grenadiers                                          | 2                                                         |
| 6e                                                        | Daniel Felipe Martínez                                    | Colombie                                                  | EF Pro Cycling                                            | 1                                                         |
| modifier                                                  |                                                           |                                                           |                                                           |                                                           |

| Col du Soudet (km 78) 3e catégorie (3,8 km à 8,5%) | Col du Soudet (km 78) 3e catégorie (3,8 km à 8,5%) | Col du Soudet (km 78) 3e catégorie (3,8 km à 8,5%) | Col du Soudet (km 78) 3e catégorie (3,8 km à 8,5%) | Col du Soudet (km 78) 3e catégorie (3,8 km à 8,5%) |
| -------------------------------------------------- | -------------------------------------------------- | -------------------------------------------------- | -------------------------------------------------- | -------------------------------------------------- |
|                                                    | Coureur                                            | Pays                                               | Équipe                                             | Point(s)                                           |
| 1er                                                | Marc Hirschi                                       | Suisse                                             | Sunweb                                             | 2                                                  |
| 2e                                                 | David Gaudu                                        | France                                             | Groupama-FDJ                                       | 1                                                  |
| modifier                                           |                                                    |                                                    |                                                    |                                                    |

| Col d'Ichère (km 115,5) 3e catégorie (4,2 km à 7,0%) | Col d'Ichère (km 115,5) 3e catégorie (4,2 km à 7,0%) | Col d'Ichère (km 115,5) 3e catégorie (4,2 km à 7,0%) | Col d'Ichère (km 115,5) 3e catégorie (4,2 km à 7,0%) | Col d'Ichère (km 115,5) 3e catégorie (4,2 km à 7,0%) |
| ---------------------------------------------------- | ---------------------------------------------------- | ---------------------------------------------------- | ---------------------------------------------------- | ---------------------------------------------------- |
|                                                      | Coureur                                              | Pays                                                 | Équipe                                               | Point(s)                                             |
| 1er                                                  | Marc Hirschi                                         | Suisse                                               | Sunweb                                               | 2                                                    |
| 2e                                                   | David Gaudu                                          | France                                               | Groupama-FDJ                                         | 1                                                    |
| modifier                                             |                                                      |                                                      |                                                      |                                                      |

| \| Col de Marie-Blanque (km 135) 1re catégorie (7,7 km à 8,6%) \| Col de Marie-Blanque (km 135) 1re catégorie (7,7 km à 8,6%) \| Col de Marie-Blanque (km 135) 1re catégorie (7,7 km à 8,6%) \| Col de Marie-Blanque (km 135) 1re catégorie (7,7 km à 8,6%) \| Col de Marie-Blanque (km 135) 1re catégorie (7,7 km à 8,6%) \| \| ----------------------------------------------------------- \| ----------------------------------------------------------- \| ----------------------------------------------------------- \| ----------------------------------------------------------- \| ----------------------------------------------------------- \| \| \| Coureur \| Pays \| Équipe \| Point(s) \| \| 1er \| Marc Hirschi \| Suisse \| Sunweb \| 10 \| \| 2e \| Primož Roglič \| Slovénie \| Jumbo-Visma \| 8 \| \| 3e \| Tadej Pogačar \| Slovénie \| UAE Emirates \| 6 \| \| 4e \| Mikel Landa \| Espagne \| Bahrain-McLaren \| 4 \| \| 5e \| Egan Bernal \| Colombie \| Ineos Grenadiers \| 2 \| \| 6e \| Romain Bardet \| France \| AG2R La Mondiale \| 1 \| \| modifier \| \| \| \| \| |               |          |                  |          |
| Col de Marie-Blanque (km 135) 1re catégorie (7,7 km à 8,6%) |               |          |                  |          |
| | Coureur       | Pays     | Équipe           | Point(s) |
| 1er | Marc Hirschi  | Suisse   | Sunweb           | 10       |
| 2e | Primož Roglič | Slovénie | Jumbo-Visma      | 8        |
| 3e | Tadej Pogačar | Slovénie | UAE Emirates     | 6        |
| 4e | Mikel Landa   | Espagne  | Bahrain-McLaren  | 4        |
| 5e | Egan Bernal   | Colombie | Ineos Grenadiers | 2        |
| 6e | Romain Bardet | France   | AG2R La Mondiale | 1        |
| modifier |               |          |                  |          |

### Prix de la combativité
- Marc Hirschi (Sunweb)

## Classements à l'issue de l'étape

### Classement général
| Classement général | Classement général | Classement général | Classement général | Classement général  |
|                    | Coureur            | Pays               | Équipe             | Temps               |
| ------------------ | ------------------ | ------------------ | ------------------ | ------------------- |
| 1er                | Primož Roglič      | Slovénie           | Jumbo-Visma        | en 38 h 40 min 22 s |
| 2e                 | Egan Bernal        | Colombie           | Ineos Grenadiers   | + 21 s              |
| 3e                 | Guillaume Martin   | France             | Cofidis            | + 28 s              |
| 4e                 | Romain Bardet      | France             | AG2R La Mondiale   | + 30 s              |
| 5e                 | Nairo Quintana     | Colombie           | Arkéa-Samsic       | + 32 s              |
| 6e                 | Rigoberto Urán     | Colombie           | EF Pro Cycling     | + 32 s              |
| 7e                 | Tadej Pogačar      | Slovénie           | UAE Emirates       | + 44 s              |
| 8e                 | Adam Yates         | Royaume-Uni        | Mitchelton-Scott   | + 1 min 2 s         |
| 9e                 | Miguel Ángel López | Colombie           | Astana             | + 1 min 15 s        |
| 10e                | Mikel Landa        | Espagne            | Bahrain-McLaren    | + 1 min 42 s        |
| modifier           |                    |                    |                    |                     |

| Classement par points | Classement par points | Classement par points | Classement par points    | Classement par points |
| --------------------- | --------------------- | --------------------- | ------------------------ | --------------------- |
|                       | Coureur               | Pays                  | Équipe                   | Point(s)              |
| 1er                   | Peter Sagan           | Slovaquie             | Bora-Hansgrohe           | 138 points            |
| 2e                    | Sam Bennett           | Irlande               | Deceuninck-Quick Step    | 131 pts               |
| 3e                    | Wout van Aert         | Belgique              | Jumbo-Visma              | 111 pts               |
| 4e                    | Bryan Coquard         | France                | B&B Hotels-Vital Concept | 106 pts               |
| 5e                    | Matteo Trentin        | Italie                | CCC                      | 98 pts                |
| 6e                    | Alexander Kristoff    | Norvège               | UAE Emirates             | 93 pts                |
| 7e                    | Julian Alaphilippe    | France                | Deceuninck-Quick Step    | 82 pts                |
| 8e                    | Caleb Ewan            | Australie             | Lotto-Soudal             | 75 pts                |
| 9e                    | Tadej Pogačar         | Slovénie              | UAE Emirates             | 69 pts                |
| 10e                   | Greg Van Avermaet     | Belgique              | CCC                      | 64 pts                |
| modifier              |                       |                       |                          |                       |

| Classement du meilleur grimpeur | Classement du meilleur grimpeur | Classement du meilleur grimpeur | Classement du meilleur grimpeur | Classement du meilleur grimpeur |
| ------------------------------- | ------------------------------- | ------------------------------- | ------------------------------- | ------------------------------- |
|                                 | Coureur                         | Pays                            | Équipe                          | Point(s)                        |
| 1er                             | Benoît Cosnefroy                | France                          | AG2R La Mondiale                | 36 points                       |
| 2e                              | Nans Peters                     | France                          | AG2R La Mondiale                | 31 pts                          |
| 3e                              | Marc Hirschi                    | Suisse                          | Sunweb                          | 26 pts                          |
| 4e                              | Ilnur Zakarin                   | Russie                          | CCC                             | 25 pts                          |
| 5e                              | Toms Skujiņš                    | Lettonie                        | Trek-Segafredo                  | 24 pts                          |
| 6e                              | Quentin Pacher                  | France                          | B&B Hotels-Vital Concept        | 20 pts                          |
| 7e                              | Primož Roglič                   | Slovénie                        | Jumbo-Visma                     | 18 pts                          |
| 8e                              | Tadej Pogačar                   | Slovénie                        | UAE Emirates                    | 14 pts                          |
| 9e                              | Carlos Verona                   | Espagne                         | Movistar                        | 14 pts                          |
| 10e                             | Neilson Powless                 | États-Unis                      | EF Pro Cycling                  | 14 pts                          |
| modifier                        |                                 |                                 |                                 |                                 |

| Classement général du meilleur jeune | Classement général du meilleur jeune | Classement général du meilleur jeune | Classement général du meilleur jeune | Classement général du meilleur jeune |
|                                      | Coureur                              | Pays                                 | Équipe                               | Temps                                |
| ------------------------------------ | ------------------------------------ | ------------------------------------ | ------------------------------------ | ------------------------------------ |
| 1er                                  | Egan Bernal                          | Colombie                             | Ineos Grenadiers                     | en 38 h 40 min 22 s                  |
| 2e                                   | Tadej Pogačar                        | Slovénie                             | UAE Emirates                         | + 23 s                               |
| 3e                                   | Enric Mas                            | Espagne                              | Movistar                             | + 1 min 41 s                         |
| 4e                                   | Sergio Higuita                       | Colombie                             | EF Pro Cycling                       | + 5 min 47 s                         |
| 5e                                   | Harold Tejada                        | Colombie                             | Astana                               | + 39 min 37 s                        |
| 6e                                   | Daniel Felipe Martínez               | Colombie                             | EF Pro Cycling                       | + 45 min 24 s                        |
| 7e                                   | Valentin Madouas                     | France                               | Groupama-FDJ                         | + 58 min 5 s                         |
| 8e                                   | Neilson Powless                      | États-Unis                           | EF Pro Cycling                       | + 1 h 1 min 3 s                      |
| 9e                                   | Marc Hirschi                         | Suisse                               | Sunweb                               | + 1 h 2 min 36 s                     |
| 10e                                  | David Gaudu                          | France                               | Groupama-FDJ                         | + 1 h 5 min 26 s                     |
| modifier                             |                                      |                                      |                                      |                                      |

| Classement par équipes | Classement par équipes | Classement par équipes | Classement par équipes |
|                        | Équipe                 | Pays                   | Temps                  |
| ---------------------- | ---------------------- | ---------------------- | ---------------------- |
| 1re                    | Movistar               | Espagne                | en 116 h 7 min 32 s    |
| 2e                     | EF Pro Cycling         | États-Unis             | + 4 min 35 s           |
| 3e                     | Trek-Segafredo         | États-Unis             | + 4 min 50 s           |
| 4e                     | AG2R La Mondiale       | France                 | + 13 min 35 s          |
| 5e                     | Jumbo-Visma            | Pays-Bas               | + 16 min 30 s          |
| 6e                     | Astana                 | Kazakhstan             | + 19 min 37 s          |
| 7e                     | Ineos Grenadiers       | Royaume-Uni            | + 24 min 7 s           |
| 8e                     | Bahrain-McLaren        | Bahreïn                | + 32 min 36 s          |
| 9e                     | Mitchelton-Scott       | Australie              | + 41 min 2 s           |
| 10e                    | Arkéa-Samsic           | France                 | + 1 h 2 min 39 s       |
| modifier               |                        |                        |                        |

## Abandons
- Fabio Aru (UAE Emirates) : abandon
- Steff Cras (Lotto-Soudal) : abandon